# Ole Heller
Ole Heller (* 1972 in Bonn) ist deutscher Filmeditor.
Ole Heller wurde 1972 in Bonn geboren. Er absolvierte eine Ausbildung zum Mediengestalter Bild und Ton bei den Dierks-Studios in Pulheim und studierte Filmmontage an der ifs Internationale Filmschule Köln. Seit 1999 ist er als Filmeditor tätig. Seine Tätigkeit umfasst vor allem die Montage von Dokumentar- und Spielfilmen sowie Fernsehserien.
2017 erhielt er den Preis für die beste Montage einer Comedy-Serie beim Los Angeles Webseries Festival für World of Wolfram. Für die Montage der Serie Andere Eltern war er 2020 für den Preis der Deutschen Akademie für Fernsehen nominiert.

## Filmografie
- 2007: Das Richter-Fenster
- 2009: Schattenzeit
- 2011: Generation Kunduz – Der Krieg der Anderen
- 2011: Ema auf der Treppe – Gerhard Richter 1966
- 2014: Endlich Deutsch!
- 2015: Ateliergespräche mit Kaspar König
- 2016: World of Wolfram
- 2017: Das Institut – Oase des Scheiterns
- 2019: Einstein
- 2020: Andere Eltern
- 2021: KBV – Keine besonderen Vorkommnisse
- 2022: Zurück aufs Eis
- 2023: Der Pfau
- 2024: Die Neue und der Bulle – Ein Duisburg-Krimi (Reihe) – Versteck am Fluss
- 2025: Club der Dinosaurier

## Auszeichnungen und Preise
- 2017: Los Angeles Web Series Festival, Outstanding Editing Award für World of Wolfram.[1][2]
- 2020: Deutsche Akademie für Fernsehen, Bester Filmschnitt für Andere Eltern, nominiert[3]